# Norrforsen

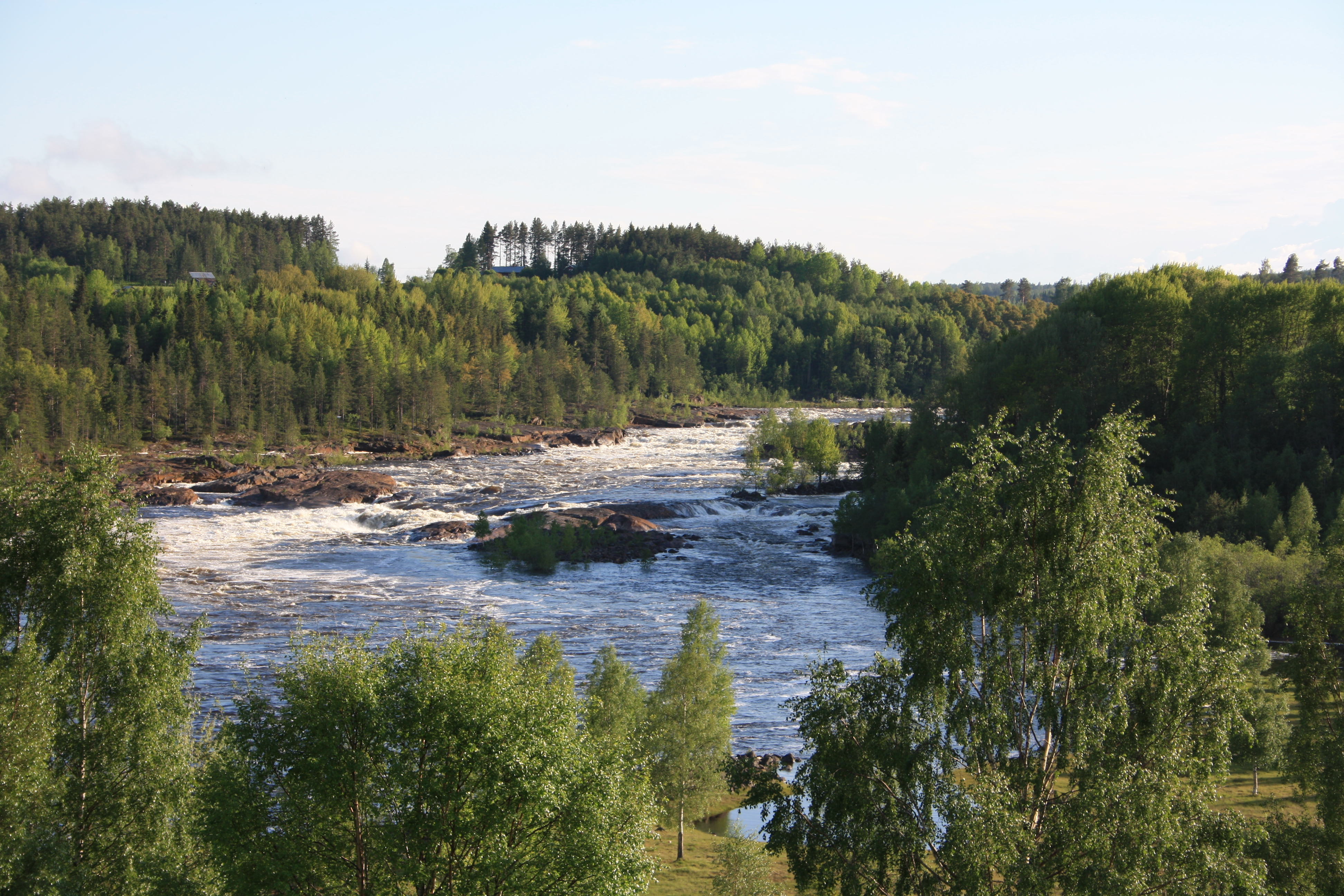
Vattensläpp i Norrforsen

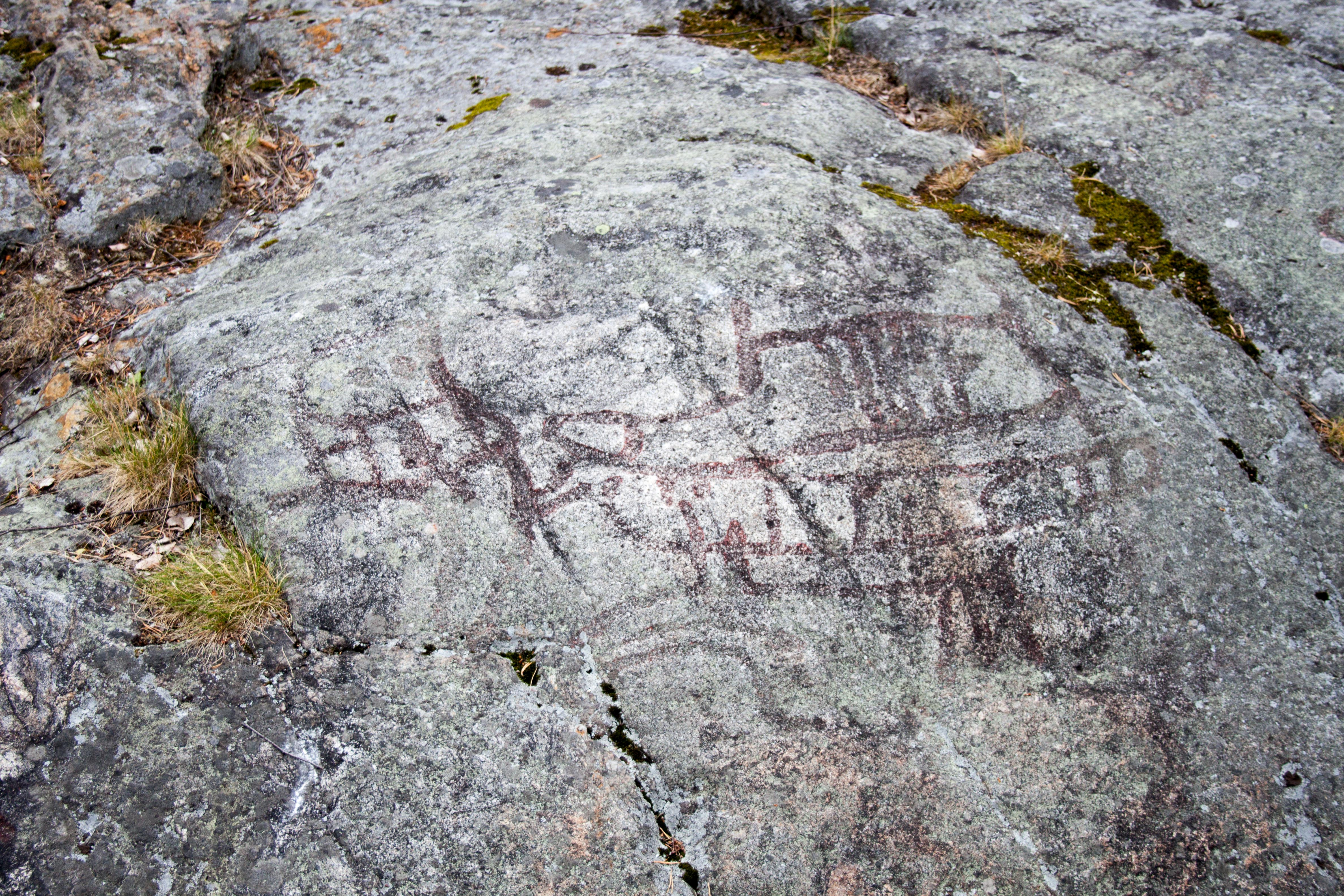
Hällristningar vid Norrforsen.

Norrforsen är en fors i Umeälven, mellan byarna Norrfors och Sörfors, cirka 15 kilometer väster om Umeå.
Forsen är belägen alldeles nedanför Stornorrfors kraftverks dammbyggnad, och är därför delvis torrlagd stora delar av året.

## Hällristningar
Vid forsen, på Truthällorna, som är en (ibland översvämmad) ö när dammluckorna öppnas, finns ett område med hällristningar, upptäckta av arkeologistudenter från Umeå universitet så sent som 1984. Dess hällristningar var vid tidpunkten de nordligaste som hittats, men senare har ristningar även påträffats i Porsi i Norrbotten.
Ristningarna är gjorda någon gång under perioden 3000–2000 f.Kr., och tros vara utförda av jägare bosatta i området under yngre stenåldern.
Av de sammanlagt 55 identifierbara figurerna föreställer 25 stycken älgar, de flesta utförda i så kallat röntgenperspektiv (som utöver konturer avbildar revben och en "livslinje" från mun till hjärta). Andra ristningar avbildar en dryg handfull båtar, två människor, en fågel och ett hjulkors, medan de återstående är starkt eroderade och svåra att bestämma.